# 曹端
曹端（1376年—1434年），字正夫，號月川，陕西澠池人。

## 生平
祖籍山西曲沃縣閻村。五歲見《河圖》、《洛書》，能畫地詢問父親。長大後讀周敦颐《太极图说》，嘆道：“道字是矣！”18歲中秀才，永樂六年（1408年）河南鄉試，舉人第二名。任山西霍州、蒲州學正二十餘年，學者稱“月川先生”。曹端稱周敦頤為理學宗源，“周子《太極圖說》為宋理之宗”“手太極圖而口其說以示二程”；又認為陆九渊所谓“又加无极二字，是头上安头”说，是“不知周子理不离阴阳，不杂乎阴阳之旨”。著《太极图说述解》一卷、《通书述解》二卷、《西铭述解》一卷。《明史·儒林传》稱“論者推為明初理學之冠”。